# Baripada
Baripada là một thành phố và khu đô thị của quận Mayurbhanj thuộc bang Orissa, Ấn Độ.

## Địa lý
Baripada có vị trí 21°56′B 86°43′Đ / 21,94°B 86,72°Đ Nó có độ cao trung bình là 36 mét (118 foot).

## Nhân khẩu
Theo điều tra dân số năm 2001 của Ấn Độ, Baripada có dân số 94.947 người. Phái nam chiếm 53% tổng số dân và phái nữ chiếm 47%. Baripada có tỷ lệ 77% biết đọc biết viết, cao hơn tỷ lệ trung bình toàn quốc là 59,5%: tỷ lệ cho phái nam là 82%, và tỷ lệ cho phái nữ là 71%. Tại Baripada, 11% dân số nhỏ hơn 6 tuổi.